# Jordania (geslacht)
Jordania is een monotypisch geslacht van straalvinnige vissen uit de familie van de donderpadden (Cottidae).

## Soort
- Jordania zonope Starks, 1895